# Cyphon drymophilous
Cyphon drymophilous là một loài bọ cánh cứng trong họ Scirtidae. Loài này được Young & Stribling miêu tả khoa học năm 1990.